# Schizonycha rudicollis
Schizonycha rudicollis är en skalbaggsart som beskrevs av Moser 1914. Schizonycha rudicollis ingår i släktet Schizonycha och familjen Melolonthidae. Inga underarter finns listade i Catalogue of Life.